# هشام سليتي
هشام سليتي، هو مواطن تونسي اُعتقل خارج نطاق القانون في معتقل غوانتانامو الأمريكي في كوبا. رقم الاعتقال التسلسلي الخاص به هو 174. ولد في 12 فبراير 1966 في تونس. تم نقله إلى غوانتانامو في 1 مايو 2002، وظل معتقلًا هناك لمدة اثني عشر عامًا ونصف. وفي 20 نوفمبر 2014، تم منحه مع حسين سالم محمد حق اللجوء في سلوفاكيا.
أبلغ هشام محاميه أنه تعرض للضرب داخل غوانتانامو في 5 أغسطس 2005، وأن المحقق رماه بكرسي وثلاجة صغيرة في وجهه، شارك هشام على نطاق واسع في الإضراب عن الطعام خلال شهر يوليو 2005، ثم شارك في الإضراب الثاني عن الطعام الذي بدأ في أغسطس 2005 بسبب حادثة تدنيس القرآن.
اعتقل هشام من قبل السلطات السلوفاكية، مما أثار الجدل.

## إعادة اعتقاله في سلوفاكيا
اعتقل هشام من منزله من قبل الأمن السلوفاكي. وتم تسريب مقطع فيديو في لحظات القبض عليه، حصلت عليه قناة الجزيرة وبثته، مما أثار الجدل. بعض الروايات تشير إلى أن الفيديو تم تصويره رسميا من قبل الشرطة، وروايات أخرى تشير إلى أن الفيديو غير رسمي، وأنه مسجل من قبل طرف ثالث شاهد على اعتقال.